# Kloster Wehlau
Kloster Wehlau war die Bezeichnung für drei Niederlassungen von Franziskanern in der Stadt Wehlau, heute Snamensk, im Ordensland Preußen vom 14. bis zum 16. Jahrhundert.

## Franziskanerkloster
1349 gründete der Hochmeister des Deutschen Ordens Heinrich Dusemer nach einem Gelübde nach einer gewonnenen Schlacht ein Franziskanerkloster in Wehlau. Dies gehörte zur Sächsischen Franziskanerprovinz (Saxonia) und befand sich in den Resten der von Litauern zerstörten Burg des Deutschen Ordens an der Südseite der Vorstadt. Es wurde um 1455 im Dreizehnjährigen Krieg wahrscheinlich von den Bürgern der Stadt (?) aufgelöst. Das bewegliche Inventar ging jedoch in den Besitz des Hochmeisters über, wie aus einem Schreiben des Guardians des Franziskanerklosters Kulm hervorgeht. Der Papst forderte den Hochmeister zur Rückgabe des Besitzes und zur Neugründung des Klosters auf. 1477 wurde dieses von Hochmeister Martin Truchsess von Wetzhausen an der alten Stelle wiedergegründet. Es sind Schenkungen von Bürgern für den Konvent bekannt.
Um 1524 fand eine Inventarisierung des Besitzes statt, das Kloster muss zu diesem Zeitpunkt weitgehend verlassen gewesen sein. 1628 wurde das Gelände an die Stadt übergeben, die die Gebäude abreißen und neue Wirtschaftsgebäude darauf errichten ließ.

## Franziskaner-Observanten-Kloster
Um 1477 wurde ebenfalls ein Kloster der Franziskaner-Observanten (Bernhardiner) vor den Toren der Stadt an der St.-Georgs-Kapelle gegründet (die vor 1437 errichtet worden war). Es war das erste preußische Kloster der Kustodie Livland und Preußen.
1519 erließ Hochmeister Albrecht die Anordnung, das Kloster abzureißen, um es im Falle eines polnischen Angriffs nicht durch diese nutzen lassen zu können. Die Ordensbrüder wurden in das alte Kloster in der Stadt verlegt und dem dortigen Konvent eingegliedert, wie eine Zustimmung von diesem aus dem Jahr 1520 ausweist. Um 1523 müssen sie dieses Kloster dann auch verlassen haben.
Der alte Standort wurde 1561 der Stadt übergeben, es wurden dort Kornspeicher errichtet.